# Nadżib Mikati
Nadżib Mikati (arab. ‏نجيب ميقات‎, ur. 24 listopada 1955 w Trypolisie) – libański polityk, premier Libanu w 2005, w latach 2011–2014 i 2021–2025. Pełniący obowiązki prezydenta Libanu w latach 2022–2025.

## Życiorys
Studiował na Uniwersytecie Amerykańskim w Bejrucie, w 1989 doktorat z biznesu obronił na Harvardzie. Założył koncern telekomunikacyjny Mikati. W grudniu 1998 został mianowany ministrem transportu i prac publicznych, a w 2000 po raz pierwszy zasiadł w parlamencie. Ma opinię zwolennika współpracy z Syrią, utrzymuje dobre kontakty z prezydentem Syrii, Baszarem Assadem.
15 kwietnia 2005 został mianowany premierem Libanu, jako kandydat kompromisowy po dymisji Omara Karamiego. Po wyborach parlamentarnych, w lipcu 2005 na stanowisku szefa rządu zastąpił go Fouad Siniora.
25 stycznia 2011 prezydent Michel Sulaiman desygnował go na stanowisko premiera, po rozpadzie rządu Saada Haririego. Po kilku miesiącach ustaleń, nowy rząd powołany został 13 czerwca 2011. W jego składzie dominowali ministrowie wywodzący się z Sojuszu 8 Marca, któremu przewodzi szyicki Hezbollah.
22 marca 2013 podał się do dymisji siebie i swój gabinet, jako pokłosie zablokowania przez Hezbollah oraz ich sojuszników utworzenia organu mającego nadzorować wybory parlamentarne. Przyczyną były też narastające spięcia społeczne między zwolennikami i przeciwnikami syryjskiego prezydenta Baszara al-Asada, który walczył z rebeliantami podczas wojny domowej, która odbijała się echem na Libanie. Prezydent Michel Suleiman przyjął jego rezygnację dzień później i 6 kwietnia 2013 powierzył misję tworzenia rządu Tammamowi Salamowi. Mikati trzymał urząd premiera jeszcze przez 10 miesięcy. 15 lutego 2014 nowy rząd został zaprzysiężony.
10 września 2021 po raz trzeci objął funkcję premiera Libanu.
31 października 2022 (po wygaśnięciu kadencji prezydenta Michela Aouna oraz przy braku porozumienia w kwestii wyboru nowego prezydenta), premier Mikati rozpoczął pełnienie obowiązków głowy państwa do czasu wyboru nowego przywódcy kraju, co nastąpiło 9 stycznia 2025 kiedy nowym prezydentem został wybrany Joseph Khalil Aoun.
Kontrowersje i chaos w Libanie spowodowała jego decyzja o niezmienianiu czasu z zimowego na letni w 2023 roku.
Wobec inwazji Izraela na Liban zabiegał o zawieszenie broni i realizację rezolucji RB ONZ nr 1701. Spotkał z ambasadorami Chin, USA, Rosji, Francji i Wielkiej Brytanii, chcąc nakłonić te państwa do „wywarcia presji” na Izrael; skrytykował też „milczącą społeczność międzynarodową”.
8 lutego 2025, z chwilą powołania rządu Nawafa Salama, Nadżib Mikati zakończył urzędowanie na stanowisku premiera.